# Karl Schönhals
Karl Schönhals, avstrijski general, * 15. november 1788, † 16. februar 1857.